# Acholi
Acholi, nilotski narod naseljen u Acholilandu, na sjeveru Ugande u distriktima Gulu i Kitgum (prema Mohamad Z. Yakan) i Acholi (SIL), te na jugu Južnog Sudana u distriktu Opari. Acholi jezično pripadaju užoj nilotskoj skupini Luo, a njihov jezik poznat je pod nazivima acoli, atscholi, shuli, gang, lwo, lwoo, akoli, acooli, log acoli i dok acoli. 
Ekonomske aktivnosti su im različite. Uz zemljoradnju bave se i stočarstvom, trgovinom i obradom željeza. Uzgajaju kukuruz, sirak, grah, kikiriki, a duhan se uzgaja zbog trgovine. važan je i ribolovom potocima i močvarama.
Acholi su organizirani po malenim poglavištvima (chiefdom) koja se sastoje od jednog ili više sela, svako s nekoliko patrilinearnih klanova. 
U novijoj povijesti Ugandska vlada nad ovim narodom provodila je genocid u kojima ih je preko 800,000 raseljeno i 300,000 pobijeno.

## Vanjske poveznice
- Acholi: A language of Uganda

- Acholska djeca u Labuje kampu kod Kitguma